# Hemerobius rufus
Hemerobius rufus is een insect uit de familie van de bruine gaasvliegen (Hemerobiidae), die tot de orde netvleugeligen (Neuroptera) behoort. 
Hemerobius rufus is voor het eerst wetenschappelijk beschreven door de Villers in 1789.